# Anna Lindh
Anna Lindh, teljes nevén Ylva Anna Maria Lindh (Stockholm, Enskede, 1957. június 19. – Stockholm, 2003. szeptember 11.) svéd szociáldemokrata politikus, jogász, parlamenti képviselő 1982–1985 és 1998–2003 között, a svéd szocialista ifjúsági szövetség elnöke (1984–1990), környezetvédelmi miniszter (1994–1998), külügyminiszter (1998-tól merénylet miatt bekövetkezett haláláig).
Lindh férje Bo Holmberg volt, akitől két fia született. Utolsó éveiben Nyköpingben lakott.

## Ifjúkor és karrier
Anna Lindh Dél-Stockholm Enskede városrészében született, Staffan Lindh művész és Nancy Westman tanítónő lányaként. Enköping mellett nőtt föl. Tizenkét éves korában 1969-ben lépett be a svéd szocialista ifjúsági szövetségbe. Ugyanebben az évben lett Olof Palme a szociáldemokrata párt vezetője és miniszterelnök. Anna Lindhet magával ragadta Olof Palme nemzetközi elkötelezettsége, ennek hatására ő is részt vett többek között a vietnámi háború elleni tiltakozásokban.
Az 1976-os választáson Anna Lindh parlamenti helyért is indult, de mivel ebben az évben a szociáldemokraták elvesztették a hatalmat, be kellett érnie egy önkormányzati képviselői hellyel Enköpingben. Anna Lindh jogásznak tanult az uppsalai és a stockholmi egyetemeken. 1982-ben, ugyanabban az évben, amikor Anna Lindh diplomát szerzett, megnyerték a szociáldemokraták a választást és ő is bekerült a parlamentbe.
1984-ben Anna Lindh lett a svéd szocialista ifjúsági szövetség első női elnöke. Elnökségének hat évén keresztül környezetvédelmi és nemzetközi kérdésekben kötelezte el magát. 1991-ben a szociáldemokraták végrehajtó bizottságába választották. 1991 és 1994 között, amikor a szociáldemokraták ellenzékben voltak, Stockholm városának kulturális és szabadidős bizottságát vezette és a Stockholmi Városi Színház elnökének is megválasztották.

## Környezetvédelmi- és külügyminiszter
A szociáldemokraták 1994-es választási győzelmét követően Anna Lindh-et az Ingvar Carlsson vezette kormány környezetvédelmi miniszterévé nevezték ki. A költségvetés eleinte krízisben volt, így ő a környezetvédelmi kiadások lefaragására volt kénytelen. Helyette a környezetvédelmi törvényeket szigorította. A dán környezetvédelmi miniszterrel, Svend Auken-nel európai környezetvédelmi program kidolgozásán munkálkodtak. Ö lett az ENSZ által 1992-ben Rio de Janeiro-ban elfogadott Agenda 21 cselekvési program megvalósításának a fő felelőse a Balti-tenger térségében.
Az 1998-as választás után Anna Lindh-et külügyminiszternek nevezték ki a Göran Persson által vezetett kormányban. Anna Lindh fontosnak tartotta az ENSZ szerepének növelését, és el szerette volna érni, hogy az EU egységes külpolitikát képviseljen a fenyegető konfliktusok megelőzéséért. Anna Lindh első jelentős külügyminiszteri feladata volt, hogy közvetítsen a koszovói fegyveresek és Szerbia között. Az iraki háború kitörésekor 2003-ban azt nyilatkozta: „nagy kudarc egy olyan háború, amit az ENSZ határozatainak támogatása nélkül vívnak”.

### Egyiptom-botrány
2001 decemberében kiutasítottak Svédországból két egyiptomit, Ahmed Agizát és Mohammed Al Zery-t. Az igazságügyi ombudsman élesen kritizálta a svéd titkosszolgálat (a Säpo) eljárását a kiutasítás kapcsán. Később az ENSZ, az Európa Tanács és az Amnesty International is kifogásolta a történteket. Az igazságügyi ombudsman vizsgálata szerint Anna Lindh mint külügyminiszter tájékoztatást kapott a titkosszolgálattól, és jóváhagyta, hogy az amerikai titkosszolgálat, a CIA repülőgépét használják a kiutasításhoz.

## A merénylet

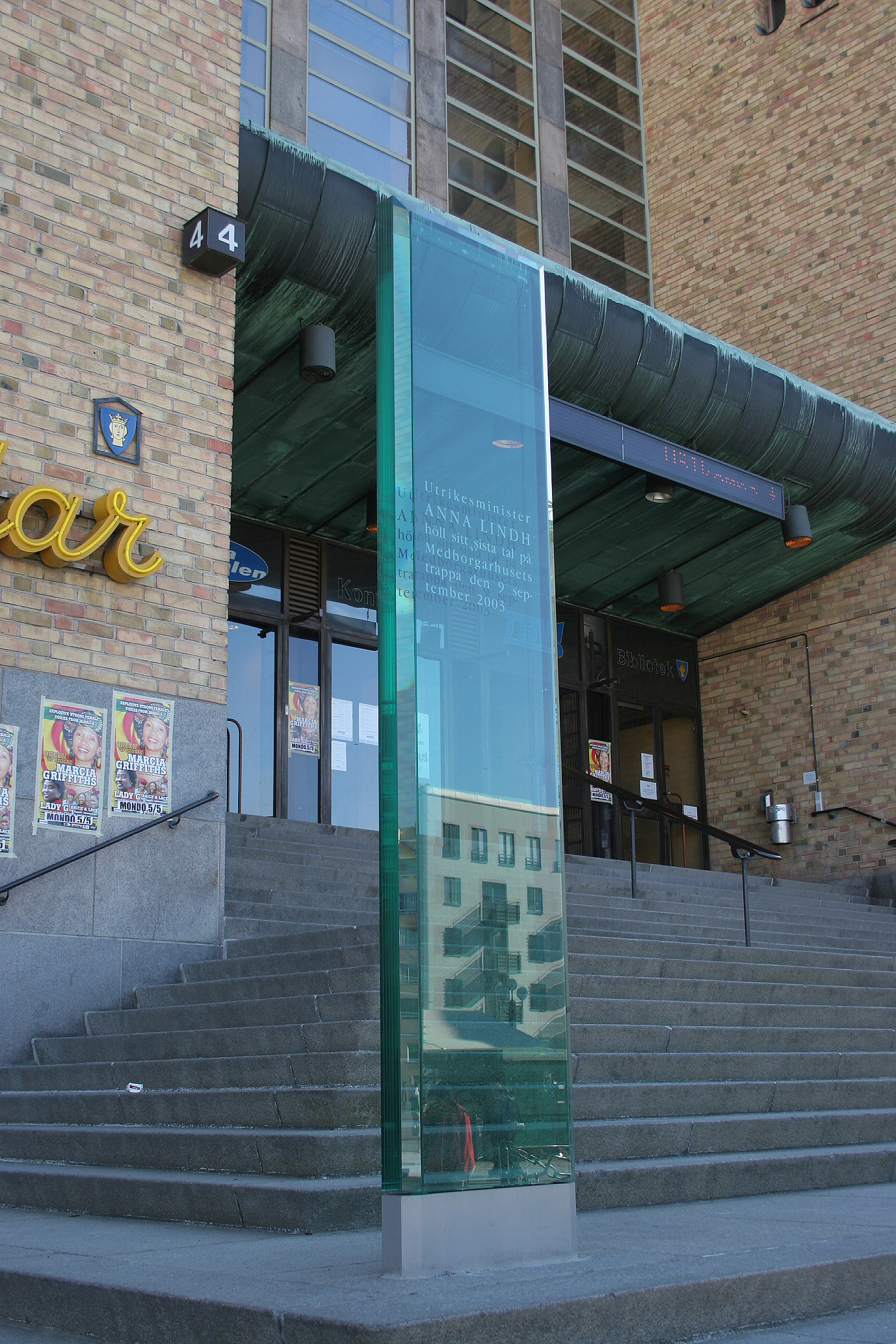
Anna Lindh emlékmű a Medborgarplatsen-en.
Foto: Tage Olsin

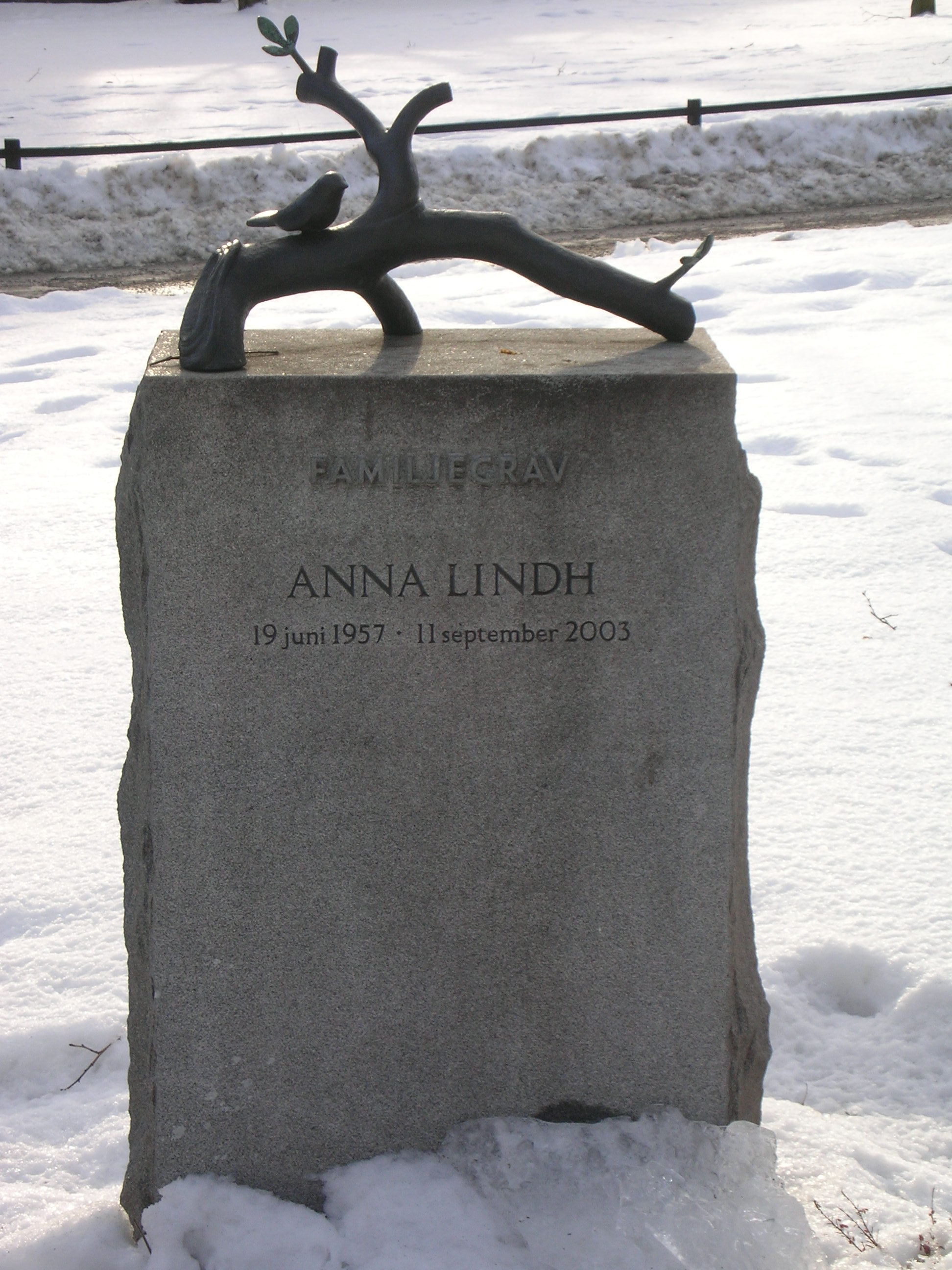
Anna Lindhs síremléke a Katarina templom kertjében, Stockholmban

2003 nyarán és őszén Anna Lindh az euró bevezetéséről szóló népszavazás kampányában vett részt, az igen-oldal egyik vezérszemélyiségeként. Szeptember 10-én, szerdán, délután barátnőjével ruhát vásárolt Stockholm belvárosában, amit szeptember 12-én a népszavazás televíziós záróvitájában akart fölvenni. Délután négy óra tájban az NK áruház első emeletén egy szerb férfi, Mijailo Mijailović késsel megtámadta és súlyosan megsebesítette. A Karolinska kórházba szállították, ahol az orvosi beavatkozás ellenére szeptember 11-én reggel 5 óra 29 perckor meghalt a műtőasztalon.
Ezt követően mind az igen- mind a nem-oldal megszakította a kampányt, a népszavazást azonban a terveknek megfelelően 2003. szeptember 14-én megtartották. A szimpátiaszavazatokról szóló spekulációk ellenére a szavazást a nem-oldal nyerte 55,9%-kal (42,0% igen és 2,1% tartózkodás mellett). Átmenetileg Jan O. Karlsson segély- és bevándorlásügyi miniszter lett megbízott külügyminiszter, majd Laila Freivaldst nevezték ki külügyminiszternek.
Anna Lindh-et Göran Persson valószínű utódjának tekintették a miniszterelnöki poszton és a szociáldemokrata párt elnökeként is. Népszerű politikus volt, halálának évében ő volt Svédország negyedik legjobban csodált nője egy közvélemény-kutatás szerint. Sokak szerint ő volt a várományosa az EU leendő „külügyminiszteri” posztjának is.
2004-ben, a merénylet évfordulóján üvegből készült emlékművet emeltek a Medborgarplatsen-en, ahol Anna Lindh az utolsó beszédét tartotta.